# Escudo frontal

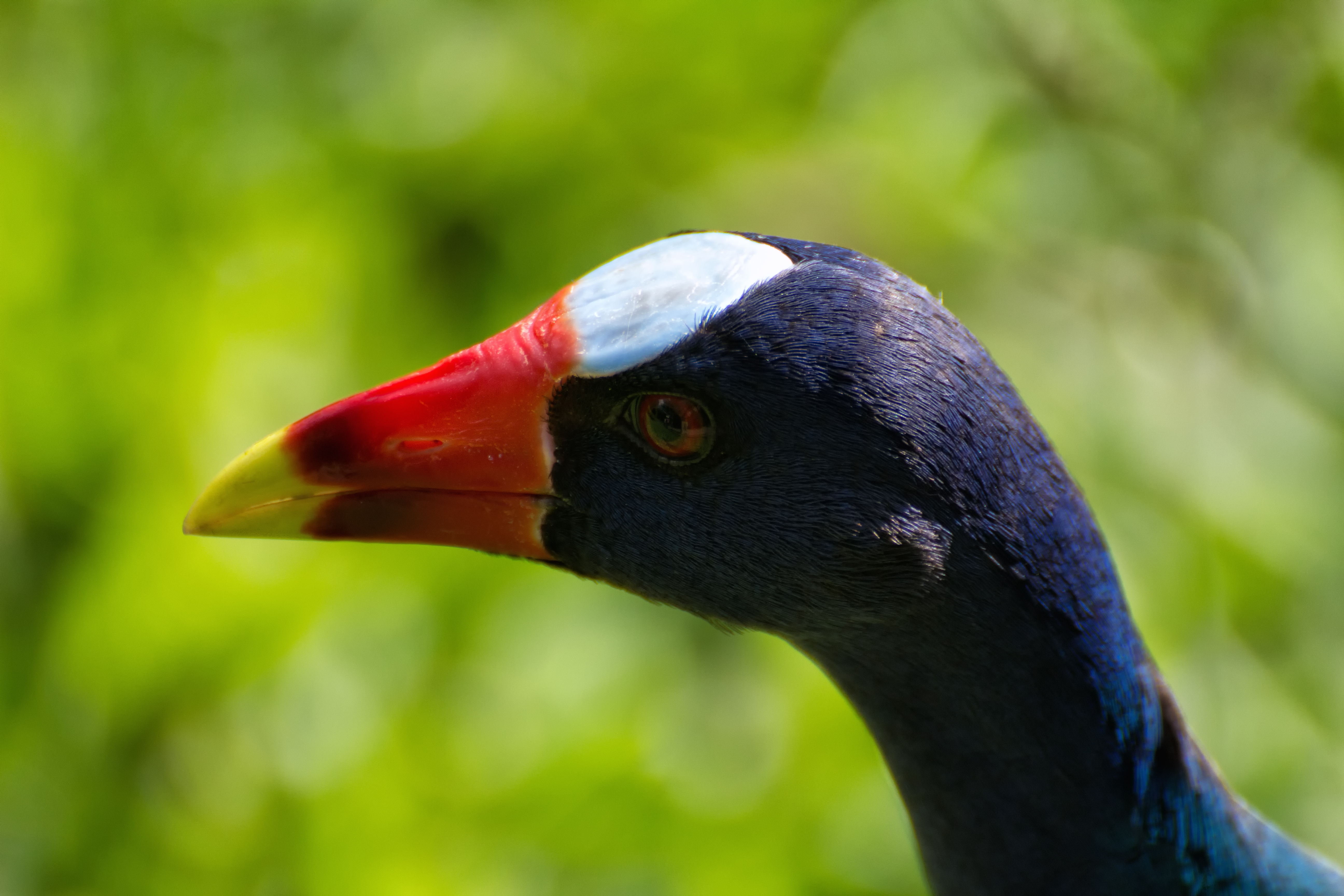
Escudo frontal blanco del calamoncillo americano.

El escudo frontal o escudo facial es una prolongación del pico sobre la frente presente en algunas especies de aves. Se trata de una zona sin plumas por lo general vivamente coloreada que se extiende desde la base superior del pico por la frente, y puede llegar incluso a la parte frontal del píleo. Puede tratarse de una placa córnea recubierta de piel especializada o ser una estructura de tipo caruncular. Es característico de las familias Rallidae y Jacanidae, pero además de estas aves acuáticas, también presentan escudos frontales algunos miembros de otras familias de aves, como varios turacos, caciques o la extinta paloma perdiz de Choiseul.
El tamaño, la forma y el color del escudo frontal pueden variar entre los sexos y según la época del año, al depender de los niveles de testosterona. Su función parece estar relacionada con la protección de la cara mientras se alimentan o desplazan a través de la vegetación densa, además de ser un elemento llamativo para las exhibiciones de cortejo y de defensa del territorio.

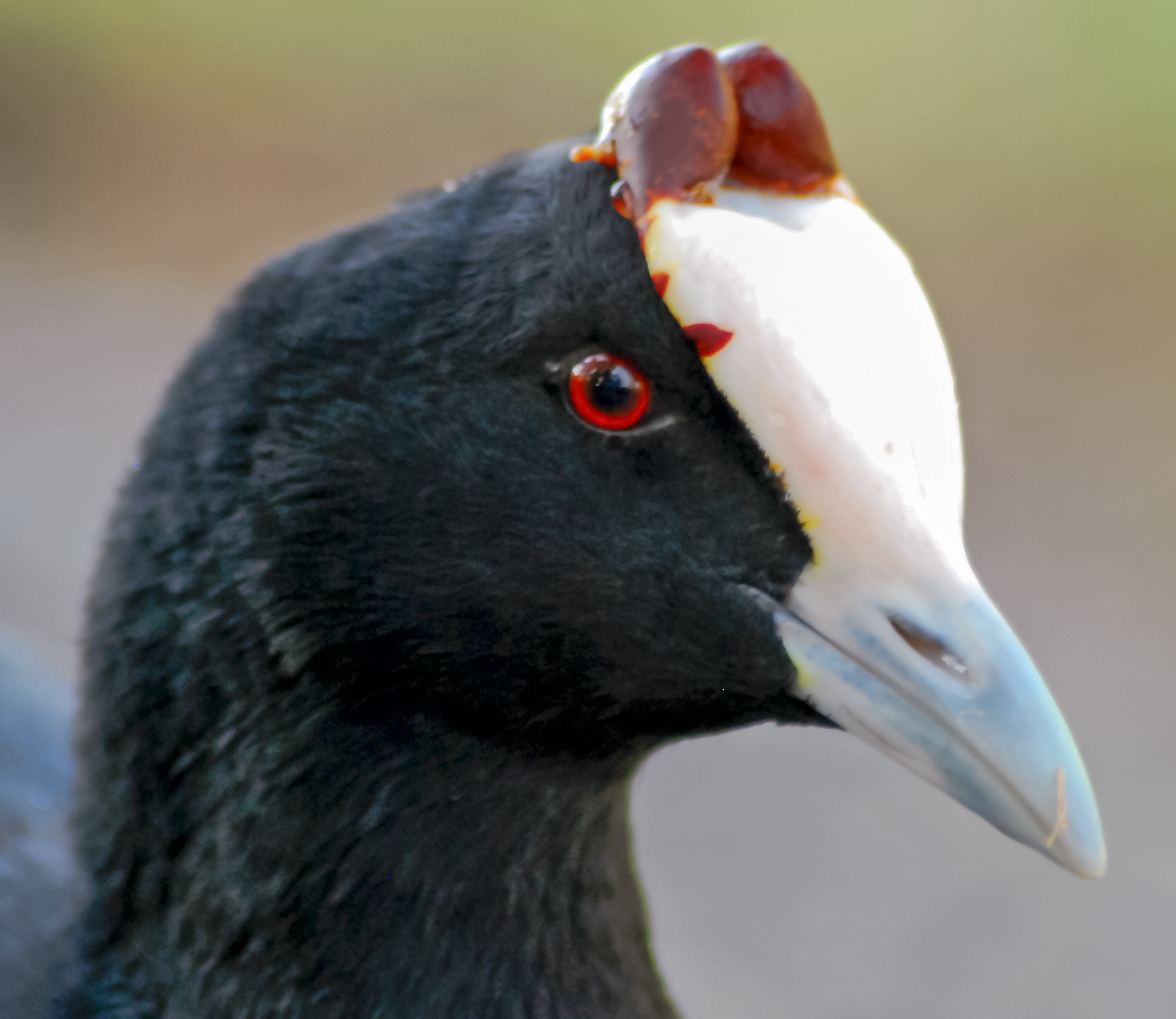
Focha cornuda.
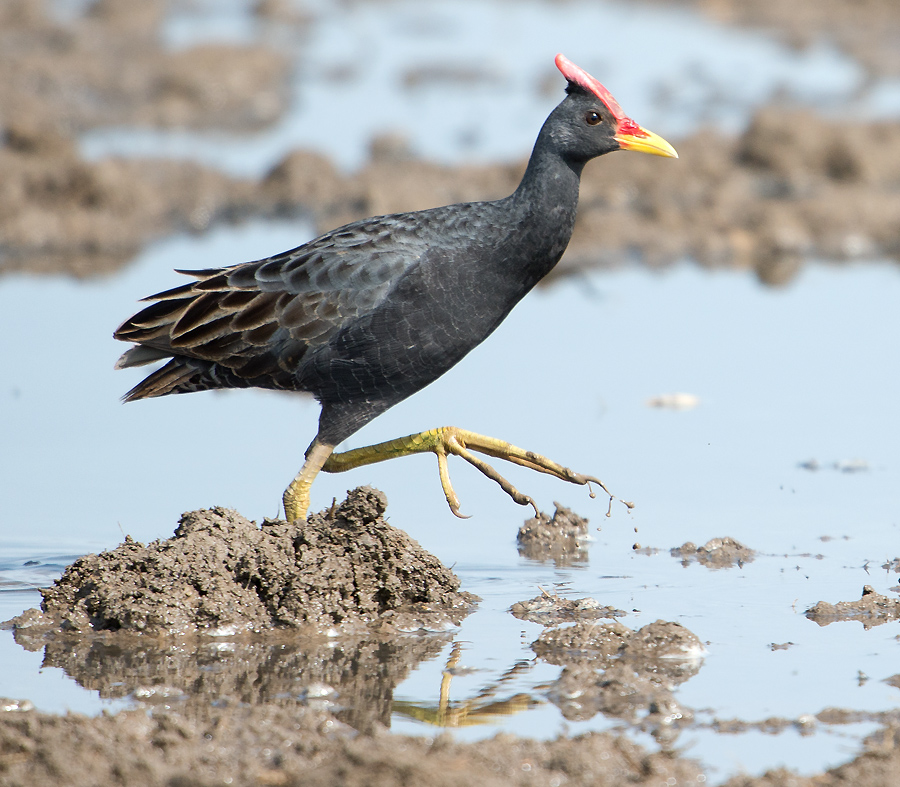
Gallineta crestada.
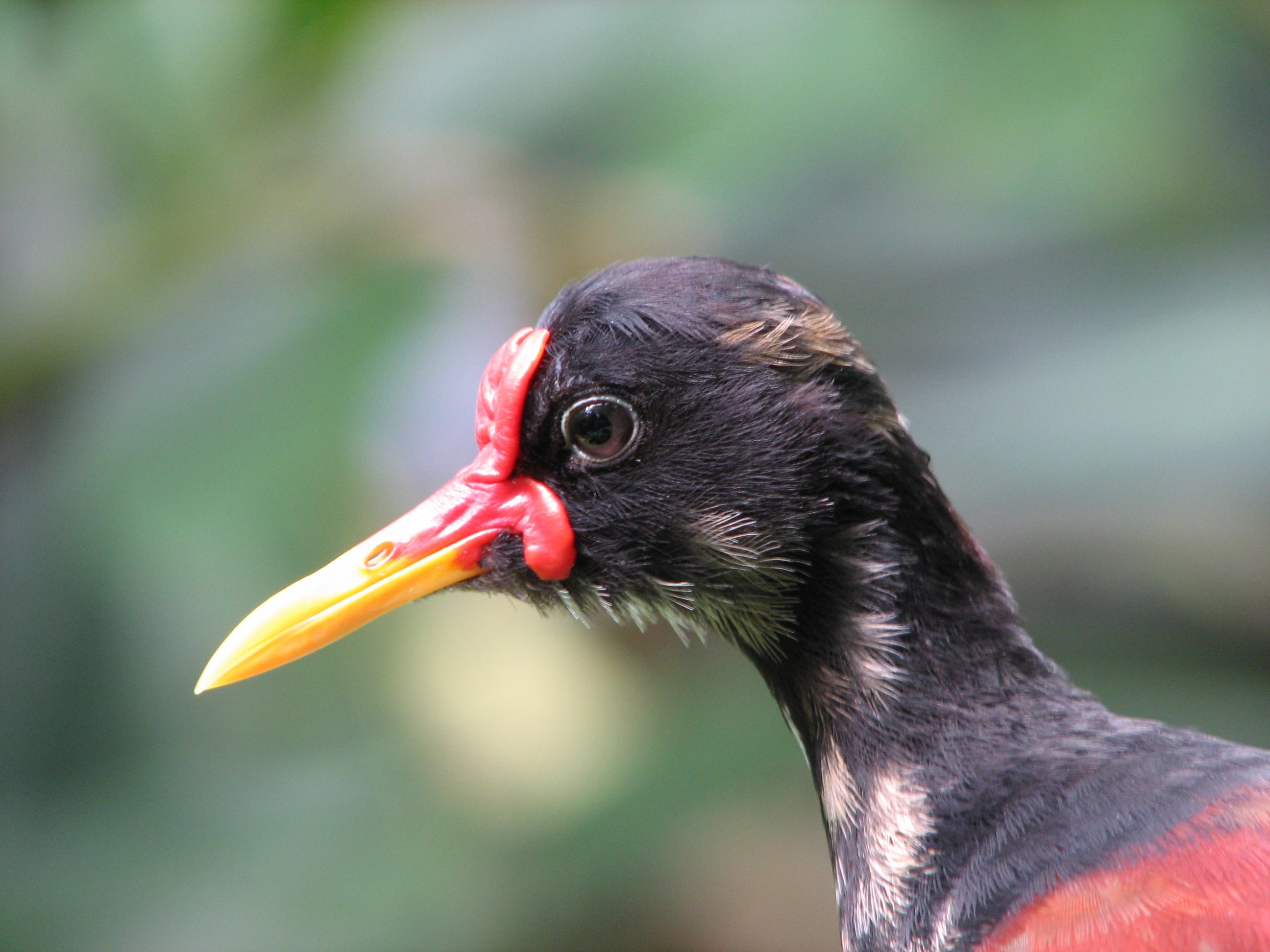
Jacana suramericana.
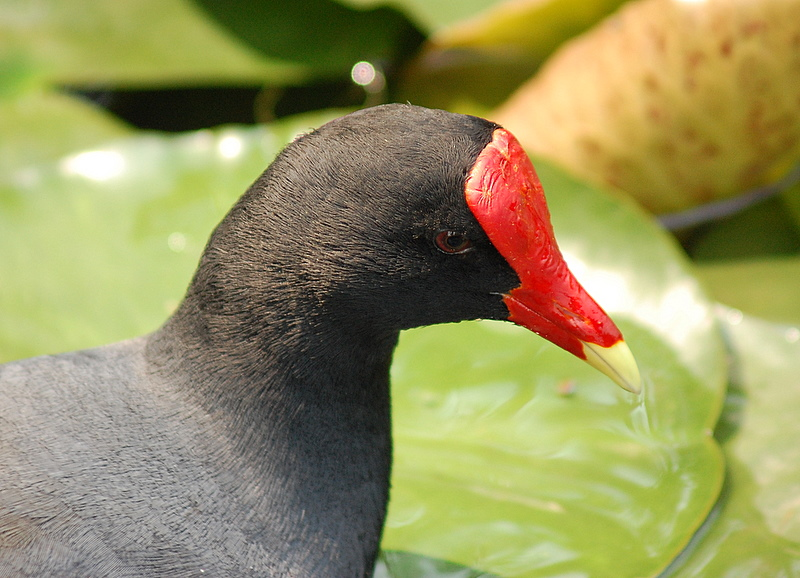
Gallineta americana.
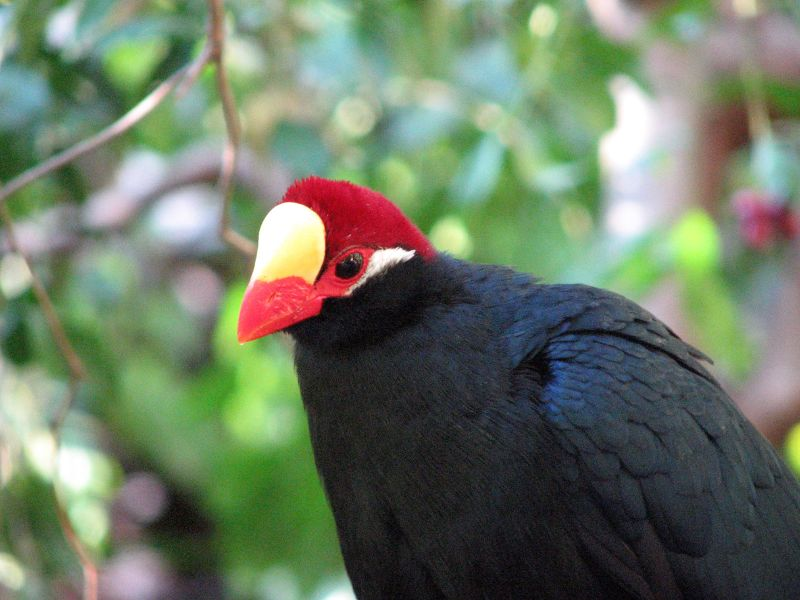
Turaco violáceo.